# Steve Round
Steve Round (Burton upon Trent, Inglaterra, 9 de noviembre de 1970) es un exfutbolista y entrenador inglés.
Anteriormente trabajó como entrenador asistente en el Everton y el Manchester United, y fue director deportivo del Aston Villa
Como futbolista, se desempeñó como defensa central, y jugó en el Derby County y el Nuneaton Borough.

## Clubes

### Como futbolista
| Club             | País       | Año       |
| ---------------- | ---------- | --------- |
| Derby County     | Inglaterra | 1990-1995 |
| Nuneaton Borough | Inglaterra | 1995-1996 |

### Después del retiro
| Club                                | País       | Año           |
| ----------------------------------- | ---------- | ------------- |
| Derby County (Asistente)            | Inglaterra | 1996-2001     |
| Middlesbrough (Asistente)           | Inglaterra | 2001-2006     |
| Selección de Inglaterra (Asistente) | Inglaterra | 2006-2007     |
| Newcastle United (Asistente)        | Inglaterra | 2007-2008     |
| Everton (Asistente)                 | Inglaterra | 2008-2013     |
| Manchester United (Asistente)       | Inglaterra | 2013-2014     |
| Derby County (Asistente)            | Inglaterra | 2015          |
| Aston Villa (Director deportivo)    | Inglaterra | 2016-2018     |
| Arsenal (asistente)                 | Inglaterra | 2019-presente |